# A Burglar's Mistake
A Burglar's Mistake é um filme mudo norte-americano de 1909 em curta-metragem, do gênero drama, escrito e dirigido por D. W. Griffith.

## Elenco
- Harry Solter ... Henry Newman
- Charles Inslee ... Dick Folsom
- Marion Leonard ... Mrs. Newman